# Чемпіонат Європи з легкої атлетики в приміщенні 1972
Чемпіонат Європи з легкої атлетики в приміщенні 1972 відбувся 11-12 березня у гренобльському Палаці спорту на арені з довжиною кола 180 м.

## Призери

### Чоловіки
| Дисципліни              | Золото                                                                      | Золото       | Срібло                                                                  | Срібло  | Бронза                                                                          | Бронза  |
| ----------------------- | --------------------------------------------------------------------------- | ------------ | ----------------------------------------------------------------------- | ------- | ------------------------------------------------------------------------------- | ------- |
| 50 метрів               | Валерій Борзов СРСР                                                         | 5,75 WIB CR  | Олександр Корнелюк СРСР                                                 | 5,81    | Васіліс Папагеоргопулос Греція                                                  | 5,82    |
| 400 метрів              | Георг Нюклес ФРН                                                            | 47,24        | Ульріх Райх ФРН                                                         | 47,42   | Вольфганг Мюллер НДР                                                            | 47,42   |
| 800 метрів              | Йозеф Плахій Чехословаччина                                                 | 1.48,84      | Іван Іванов СРСР                                                        | 1.49,05 | Франсіс Гонсалес Франція                                                        | 1.49,17 |
| 1500 метрів             | Жакі Боксберже Франція                                                      | 3.45,66      | Спіліос Захаропулос Греція                                              | 3.46,08 | Юрген Май ФРН                                                                   | 3.46,42 |
| 3000 метрів             | Юріс Грустиньш СРСР                                                         | 8.02,85      | Юрій Алексашин СРСР                                                     | 8.03,20 | Ульріх Брюггер ФРН                                                              | 8.05,07 |
| 50 метрів з бар'єрами   | Ґі Дрю Франція                                                              | 6,51 WIB CR  | Манфред Шуман ФРН                                                       | 6,58    | Анатолій Мошіашвілі СРСР                                                        | 6,59    |
| 4×360 метрів (4×2 кола) | ПольщаЯн Вернер Волдемар Корицький Ян Боляховський Анджей Баденський        | 2.46,4       | ФРНПетер Бернройтер Рольф Крюзман Георг Нюклес Ульріх Райх              | 2.46,9  | ФранціяПатрік Сальвадор Андре Паолі Мішель Даш Жиль Бертуль                     | 3.15,6  |
| 4×720 метрів (4×4 кола) | ФРНТомас Вессінгхаге Гаральд Норпот Пауль-Гайнц Велльман Франц-Йозеф Кемпер | 6.26,4       | СРСРОлексій Таранов Валентин Таратинов Іван Іванов Станіслав Мещерських | 6.27,0  | ПольщаЗенон Шордиковський Кшиштоф Лінковський Станіслав Васькевич Анджей Купчик | 6.27,6  |
| Стрибки у висоту        | Іштван Майор Угорщина                                                       | 2,24 CR      | Кестутіс Шапка СРСР                                                     | 2,22    | Юрі Тармак СРСР                                                                 | 2,22    |
| Стрибки з жердиною      | Вольфганг Нордвіг НДР                                                       | 5,40 CR      | Ганс Лагерквіст Швеція                                                  | 5,40 CR | Антті Калліомякі Фінляндія                                                      | 5,30    |
| Стрибки у довжину       | Макс Клаус НДР                                                              | 8,02         | Ганс Баумгартнер ФРН                                                    | 7,99    | Ярослав Брож Чехословаччина                                                     | 7,88    |
| Потрійний стрибок       | Віктор Санєєв СРСР                                                          | 16,97 WIB CR | Карол Корбу Румунія                                                     | 16,89   | Валентин Шевченко СРСР                                                          | 16,73   |
| Штовхання ядра          | Гартмут Брізенік НДР                                                        | 20,67 EIB CR | Владислав Комар Польща                                                  | 20,32   | Ярослав Брабець Чехословаччина                                                  | 19,94   |

### Жінки
| Дисципліни              | Золото                                                                    | Золото         | Срібло                                                                    | Срібло  | Бронза                                                              | Бронза  |
| ----------------------- | ------------------------------------------------------------------------- | -------------- | ------------------------------------------------------------------------- | ------- | ------------------------------------------------------------------- | ------- |
| 50 метрів               | Ренате Штехер НДР                                                         | 6,25 WIB CR    | Аннегрет Ріхтер ФРН                                                       | 6,28    | Сільвіан Телльє Франція                                             | 6,31    |
| 400 метрів              | Крістель Фрезе ФРН                                                        | 53,36          | Інге Беддінг ФРН                                                          | 54,60   | Еріка Вайнштайн ФРН                                                 | 54,73   |
| 800 метрів              | Гунхільд Гоффмайстер ФРН                                                  | 2.04,83 CR     | Іляна Сіляй Румунія                                                       | 2.05,17 | Светла Златева Болгарія                                             | 2.05,50 |
| 1500 метрів             | Тамара Пангелова СРСР                                                     | 4.14,62 WIB CR | Людмила Брагіна СРСР                                                      | 4.18,35 | Василена Амзіна Болгарія                                            | 4.18,84 |
| 50 метрів з бар'єрами   | Аннелі Ергардт НДР                                                        | 6,85 WIB CR    | Тереза Сукневич Польща                                                    | 6,94    | Гражина Рабштин Польща                                              | 7,05    |
| 4×180 метрів (4×1 колу) | ФРНЕльфгард Шиттенгельм Крістін Таккенберг Аннегрет Кронігер Ріта Вільден | 1.24,1         | ФранціяМішель Беньє Крістіан Марле Клодін Мер Ніколь Пані                 | 1.27,6  | АвстріяКріста Кепплінгер Марія Сікора Кармен Мер Моніка Гольцшустер | 1.29,5  |
| 4×360 метрів (4×2 кола) | ФРНРіта Вільден Еріка Вайнштайн Крістель Фрезе Інге Беддінг               | 3.10,4         | СРСРНаталія Чистякова Людмила Аксьонова Любов Зав'ялова Надія Колесникова | 3.11,2  | ФранціяМадлен Томас Бернадетт Мартен Ніколь Дюклос Колетт Бессон    | 3.11,3  |
| Стрибки у висоту        | Ріта Шмідт НДР                                                            | 1,90 WIB CR    | Ріта Гільдемайстер НДР                                                    | 1,84    | Йорданка Благоєва Болгарія                                          | 1,84    |
| Стрибки у довжину       | Брігітте Резен ФРН                                                        | 6,58           | Мета Антенен Швейцарія                                                    | 6,42    | Ярміла Нигринова Чехословаччина                                     | 6,39    |
| Штовхання ядра          | Надія Чижова СРСР                                                         | 19,41          | Антоніна Іванова СРСР                                                     | 18,54   | Маріанне Адам НДР                                                   | 18,30   |

## Медальний залік

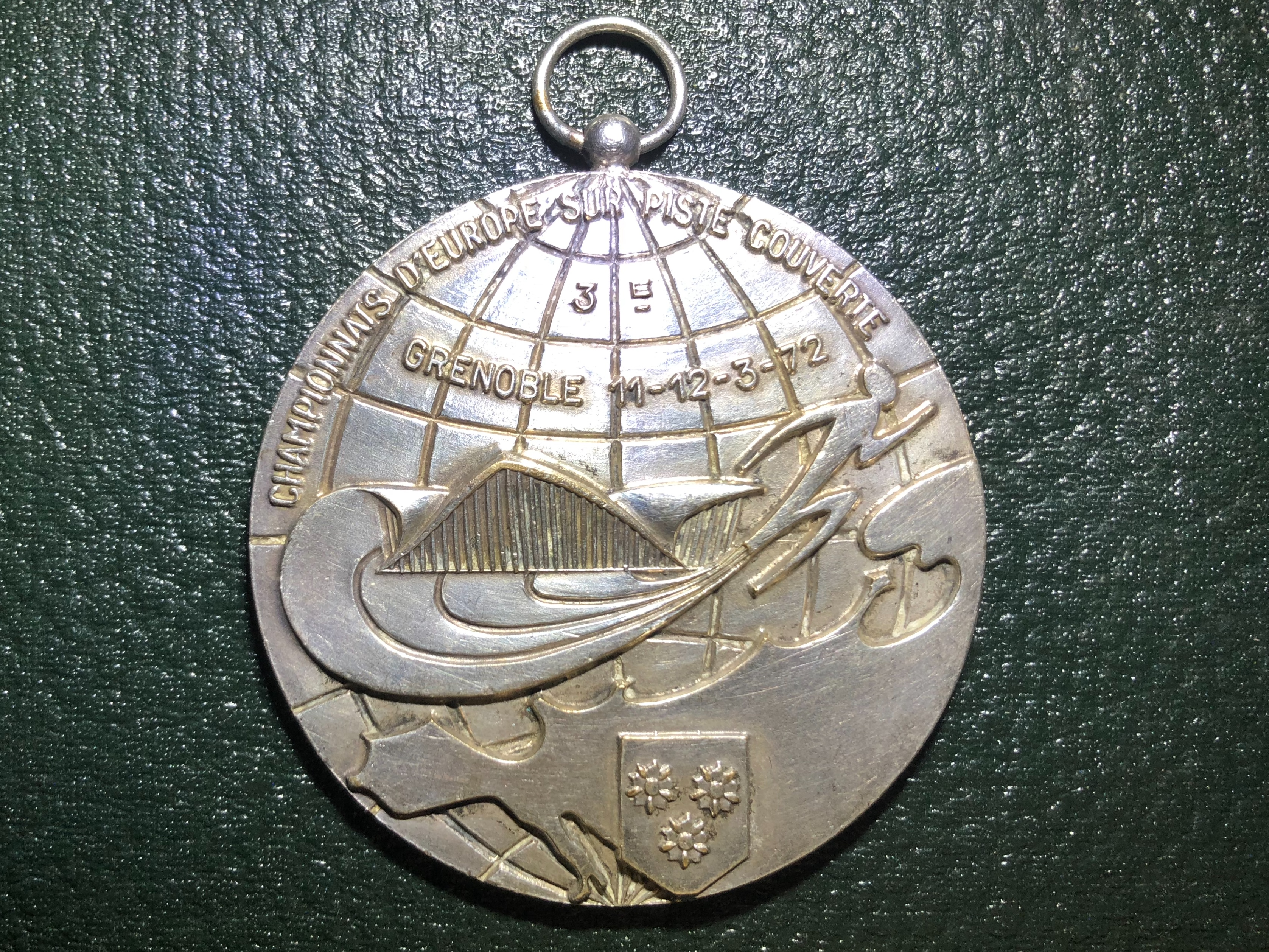
Срібна медаль чемпіонату Європи з легкої атлетики в приміщенні 1972

| Місце               | Країна              | Золото | Срібло | Бронза | Загалом |
| ------------------- | ------------------- | ------ | ------ | ------ | ------- |
| 1                   | НДР                 | 7      | 1      | 2      | 10      |
| 2                   | ФРН                 | 6      | 6      | 3      | 15      |
| 3                   | СРСР                | 5      | 8      | 3      | 16      |
| 4                   | Франція             | 2      | 1      | 4      | 7       |
| 5                   | Польща              | 1      | 2      | 2      | 5       |
| 6                   | Чехословаччина      | 1      | 0      | 3      | 4       |
| 7                   | Угорщина            | 1      | 0      | 0      | 1       |
| 8                   | Румунія             | 0      | 2      | 0      | 2       |
| 9                   | Греція              | 0      | 1      | 1      | 2       |
| 10                  | Швейцарія           | 0      | 1      | 0      | 1       |
| 10                  | Швеція              | 0      | 1      | 0      | 1       |
| 12                  | Болгарія            | 0      | 0      | 3      | 3       |
| 13                  | Австрія             | 0      | 0      | 1      | 1       |
| 13                  | Фінляндія           | 0      | 0      | 1      | 1       |
| Загалом (14 збірні) | Загалом (14 збірні) | 23     | 23     | 23     | 69      |

## Виступ українців
| Чоловіки (1) | Чоловіки (1)   | Чоловіки (1) | Чоловіки (1) |
| Місце        | Атлет          | Дисципліна   | Результат    |
| ------------ | -------------- | ------------ | ------------ |
| 1            | Валерій Борзов | 50 м         | 5,75         |

| Жінки (2) | Жінки (2)         | Жінки (2)  | Жінки (2) |
| Місце     | Атлетка           | Дисципліна | Результат |
| --------- | ----------------- | ---------- | --------- |
| 1         | Тамара Пангелова  | 1500 м     | 4.14,62   |
| 2         | Людмила Аксьонова | 4×360 м    | 3.11,2    |